# Christina Schmuck
Christina Schmuck   (Salzberg, 26 de gener de 1944) és una conductora de luge alemanya, ja retirada, que va competir sota bandera de la República Federal Alemanya, durant les dècades de 1960 i 1970.
El 1968 va prendre part en els Jocs Olímpics d'Hivern de Grenoble, on guanyà la medalla de plata en la prova individual del programa de luge. Quatre anys més tard, als Jocs de Sapporo, fou desena en la mateixa prova.
En el seu palmarès també destaquen una medalla de plata i una de bronze al Campionat del món de luge i una d'or i una de bronze al Campionat d'Europa.